# 2022年4月30日日食
2022年4月30日日食是一次日偏食，發生於2022年4月30日。新月當天（即朔日），地球上觀測到月球和太阳的角距離極小，此時月球如果恰好在月球交點附近，穿過太阳和地球之間，與地球、太阳接近一直線，則會出現日食。由於月球偏北或偏南，本影及偽本影從地球以北或以南經過而未接觸地表，只有半影覆蓋了地球北端或南端部分區域，形成日偏食。此次日偏食月球偏南，出現在南美洲南部和周邊部分地區。

此次日偏食過程中月影在地表移動的動畫

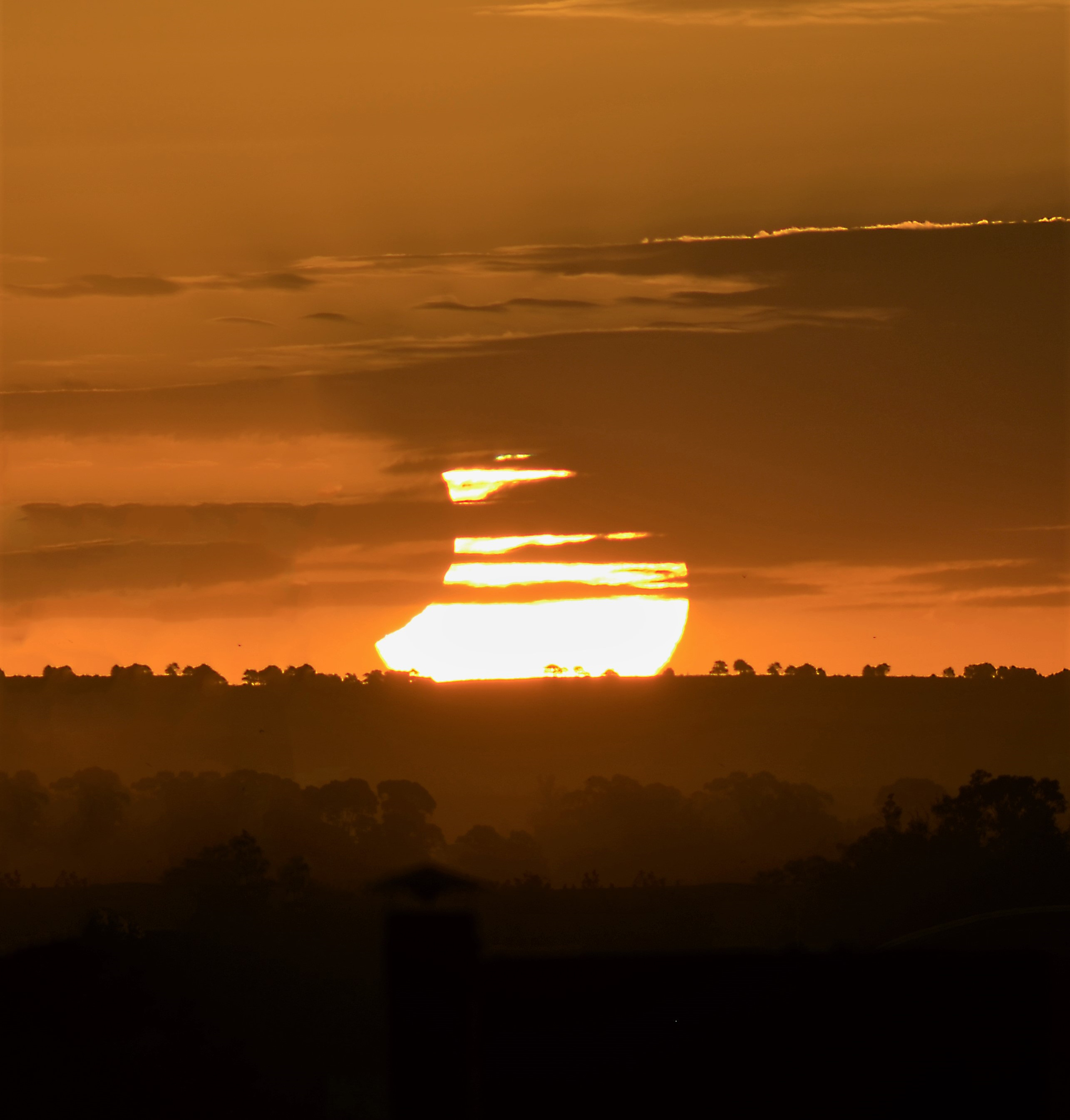
阿根廷马德普拉塔日落時的日偏食

## 日食概況

### 出現區域
本次日偏食可在東南太平洋、秘魯南部、智利全境、玻利維亞西南半部、巴拉圭西南半部、阿根廷除東北角外的絕大部分、巴西西南角、烏拉圭除東端外的大部分、福克蘭群島北部、南極洲東南太平洋沿岸地區看到。

### 基本參數
- 類型：日偏食
- 食分最大處（位於南极洲昂韋爾島西北約460公里的德雷克海峽）資料：
  - 時間：2022年4月30日20:41:26.2
  - 地點：62°06′S 71°30′W / 62.1°S 71.5°W[3]
  - 食分：0.6396（日食帶內最大）[4]

## 相關的日食

### 2022-2025年的日食
月球交替位於相對的月球交點時，以半個交點年（食年），即約177天又4小時間隔出現下列日食。
| 日食列表  |           |           |           |           |           |           |           |           |           |           |           |
| 1997-2000 | 2000-2003 | 2004-2007 | 2008-2011 | 2011-2014 | 2015-2018 | 2018-2021 | 2022-2025 | 2026-2029 | 2029-2032 | 2033-2036 | 2036-2039 |

| 升交點                                    | 升交點                   |                            | 降交點                    | 降交點 |
| 沙羅周期                                  | 地圖                     | 沙羅周期                   | 地圖                      |        |
| 117 智利聖地亞哥的日偏食                  | 2022年4月30日 偏食（南） | 124 俄羅斯薩拉托夫的日偏食 | 2022年10月25日 偏食（北） |        |
| 129 發生於東帝汶的日全食現象              | 2023年4月20日 全環食     | 134 墨西哥坎佩切的日環食   | 2023年10月14日 環食       |        |
| 139 發生於美国,印第安纳波利斯的日全食現象 | 2024年4月8日 全食        | 144                        | 2024年10月2日 環食        |        |
| 149                                       | 2025年3月29日 偏食（北） | 154                        | 2025年9月21日 偏食（南）  |        |

### 沙羅周期
沙羅周期長度為18年11天。本次日食屬於沙羅周期119，共包含71次日食，依次為850年5月15日至976年7月29日的8次日偏食、994年8月9日至1012年8月20日的2次日全食、1030年8月31日的1次全環食（亦稱混合食）、1048年9月10日至1950年3月18日的51次日環食、1968年3月28日至2112年6月24日的9次日偏食，總共歷時1262.11年。其中最長的全食發生於1012年8月20日，僅持續了32秒。
下表列舉了1901年至2100年間發生的屬於該周期的日食，是第60至70次：
| 60            | 61            | 62            |
| ------------- | ------------- | ------------- |
| 1914年2月25日 | 1932年3月7日  | 1950年3月18日 |
| 63            | 64            | 65            |
| 1968年3月28日 | 1986年4月9日  | 2004年4月19日 |
| 66            | 67            | 68            |
| 2022年4月30日 | 2040年5月11日 | 2058年5月22日 |
| 69            | 70            |               |
| 2076年6月1日  | 2094年6月13日 |               |

## 資料來源
1. ↑  樊忠玉. . 中国天文科普网.   [2018-01-26]. （原始内容存档于2014-09-17）.
2. ↑  Fred Espenak. . NASA Eclipse Web Site.   [2018-01-26]. （原始内容存档于2020-10-21）.（英文）
3. ↑  Fred Espenak. . NASA Eclipse Web Site.   [2018-01-26]. （原始内容存档于2020-10-28）.（英文）
4. ↑  Fred Espenak. . NASA Eclipse Web Site.   [2018-01-26]. （原始内容存档于2016-03-05）.（英文）
5. ↑  Fred Espenak. . NASA Eclipse Web Site.（英文）

## 外部連結
- NASA日食專頁（页面存档备份，存于）（英文）
- 可見區域圖和時間統計：由弗雷德·埃斯佩納克做出的日食預報，NASA/GSFC
  - 貝塞爾元素

| \| \| 日食 \|                             |                              |                                            |
| 上一次日食： 2021年12月4日日食 （日全食） | 2022年4月30日日食 （日偏食） | 下一次日食： 2022年10月25日日食 （日偏食） |
| 上一次日偏食： 2019年1月6日日食           | 2022年4月30日日食 （日偏食） | 下一次日偏食： 2022年10月25日日食          |
|                                           | 日食                         |                                            |